# Fourneaux (Saboia)
Fourneaux é uma comuna francesa na região administrativa de Auvérnia-Ródano-Alpes, no departamento de Saboia. Estende-se por uma área de 5,04 km². Em 2010 a comuna tinha 691 habitantes (densidade: 137,1 hab./km²).